# M3 (Hongrie)
Pour les articles homonymes, voir M3.

M3, abréviation de Magyar Televízió 3 (/ˈmɒɟɒɾ ˈtɛlɛviːzioːˈHáromː/) est une chaîne de télévision généraliste publique hongroise du groupe Magyar Televízió fondée le 25 juin 2012.
Cette chaîne est spécialisée dans les programmes archives de la télévision hongroise.

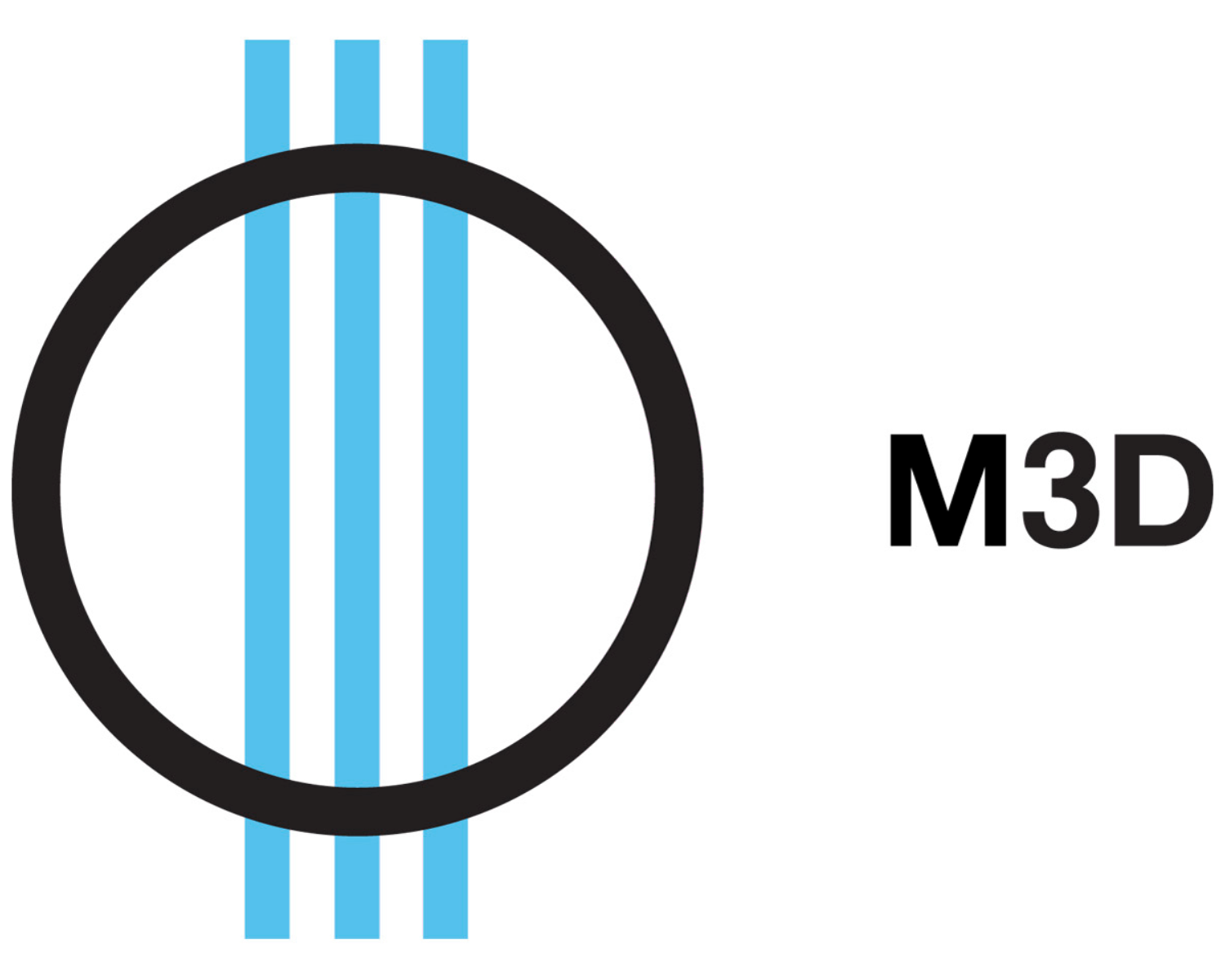
logo

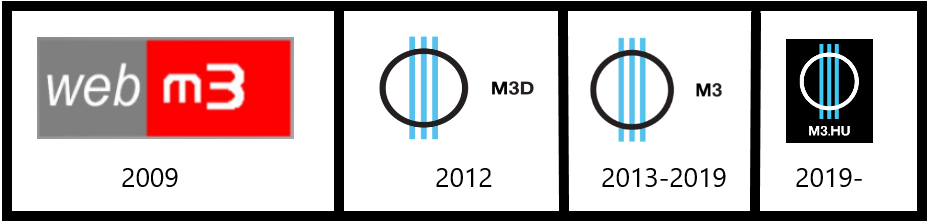